# Курган (локомотивное депо)
Локомотивное депо Курган — предприятие железнодорожного транспорта в городе Кургане, принадлежит к Южно-Уральской железной дороге. Депо занимается ремонтом и эксплуатацией тягового подвижного состава.

## История депо
С сентября 1892 года Курган соединен ж/д артерией с Челябинском, а с 1894 года — с Омском. Ж/д сообщение между Курганом и Москвой существует с октября 1896 года. В том же году в Кургане создано паровозное депо.
30 июня 1931 года за выдающиеся заслуги в социалистическом строительстве, в деле восстановления народного хозяйства страны Президиум ВЦИК принял Постановление о присвоении машинисту паровоза Иосифу Кузьмичу Алексееву звания Героя Труда.
К 1941 году в депо было 160 паровозов «ФД».
К концу 1941 года в паровозном депо Курган были организованы две колонны имени Государственного Комитета Обороны. Одну возглавил Александр Михайлович Утюмов, другую – Александр Алексеевич Коршик. Колонна Утюмова неоднократно завоевывала первое место и переходящее Красное знамя Южно–Уральской железной дороги. Утюмов сэкономил свыше 2 тысяч тонн угля и перевез более 2 миллионов тонн грузов, из них 844 тысячи тонн сверх нормы.
В 1943 году курганские железнодорожники внесли в Фонд обороны на строительство бронепоездов «Железнодорожник Южного Урала» 2062227 рублей, паровозники – 211164 рубля, комсомольцы Курганского узла передали на строительство боевых военных кораблей 22490 рублей, комсомольцы-деповчане – 14946 рублей.
В 1944 году коллектив депо станции Курган победил во всесоюзном трудовом соревновании железнодорожников и был награждён Красным знаменем Государственного Комитета Обороны и удерживал её до конца войны. ГКО оставил Красное знамя коллективу станции Курган на вечное хранение.
В 1943 году Иван Петрович Блинов был удостоен звания Герой Социалистического Труда. Более 30 железнодорожников были награждены орденами. Среди них машинисты депо станции Курган А.В. Зенков, И.Т. Морозов, П.Л. Колмогоров, бригадир механического цеха В.Г. Улитин, бригадир Курганской дистанции пути А.Я. Баранов. Около 200 человек были награждены знаками «Почетный железнодорожник» и «Ударник сталинского призыва».
1 августа 1959 года Героем Социалистического Труда стал машинист Борис Петрович Карпеш.
8 мая 1968 года создан Музей локомотивного депо Курган.
В связи с реорганизацией локомотивного хозяйства Южно-Уральской железной дороги и созданием Дирекции по ремонту тягового подвижного состава приказом № 151/Ц от 31 октября 2008 года ТЧ-3 Курган разделено на эксплуатационное локомотивное депо ТЧЭ-3 Курган (структурное подразделение Курганского отделения ЮУЖД, позже Южно-Уральской дирекции тяги) и ремонтное локомотивное депо ТЧР-23 Зауралье (структурное подразделение ДРТ ЮУЖД). Инвентарный парк передан в ТЧЭ-3. Цеха по ремонту и эксплуатации электропоездов выделены в самостоятельную единицу - моторвагонное депо Курган.

## Тяговые плечи
- Курган — Челябинск
- Курган — Петропавловск
- Курган — Каменск-Уральский
- Курган — Пресногорьковская

## Подвижной состав
В настоящее время (на 2015 год) в приписном парке депо Курган имеются электровозы ВЛ10, ВЛ10К, ВЛ11,
2ЭС6. тепловозы ЧМЭ3 капитальный ремонт электропоездов ЭД4М , ЭТ2 .
Ранее депо имело в приписном парке и эксплуатировало паровозы серий Л, ФД, Э разных индексов, тепловозы ТЭ3, электровозы ВЛ22М и ВЛ8, электросекции СР3 и электропоезда ЭР22.

## Награды
- На вечное хранение коллективу депо передано Красное знамя Государственного комитета обороны за подвиг железнодорожников в тылу в годы Великой Отечественной войны.
- Депо носило звание предприятия коммунистического труда и высокой культуры производства[3].
- За успехи достигнутые в выполнении заданий девятой пятилетки локомотивное депо Курган ЮУЖД награждено орденом «Знак почёта».
- В память о трудовом подвиге на перроне вокзала установлен паровоз ФД20-2697 (1 августа 1980 года).

## Адрес депо
- ТЧЭ-3 - 640001, г. Курган, ул. Омская, 3
- ТЧР-23 - 640001, г. Курган, ул. Омская, 1